# Рини, Снайдер
Снайдер Рини (англ. Snyder Rini; 27 июля 1948, Telina — 5 августа 2025) — политический деятель Соломоновых Островов. С апреля по май 2006 года был премьер-министром страны. С 1997 года и до своей смерти представлял в парламенте избирательный округ Марово.
Родился 27 июля 1949 года в деревне Телина на острове Марово (Западная провинция). В период с 1964 по 1966 год обучался в начальной школе Кукуду, с 1967 по 1969 год — в средней школе Бетикама, а в 1970 году поступил в высшую школу Камбубу. В 1971 году стал студентом Университета Папуа — Новой Гвинеи, а в 1972 году — Технологического университета, из которого выпустился в 1974 году. Имел диплом специалиста по бухгалтерскому делу.
В 1989 году занимал пост постоянного секретаря при министерстве природных ресурсов, а с 1990 по 1996 год — председателя Национального резервного фонда Соломоновых Островов. С 1994 по 1995 год был также постоянным секретарём при министерстве национального планирования и развития, а с января по июнь 1997 года — постоянным секретарём при министерстве сельского хозяйства и рыболовства. Впервые избран в парламент страны в результате всеобщих выборов 1997 года. При премьер-министре Манассе Согаваре занимал пост министра финансов и казначейства. В 2001 году был переизбран в парламент, став заместителем премьер-министра и министром национального планирования и развития. В декабре 2002 года стал заместителем премьер-министра и министром финансов и казначейства, а в середине 2003 года — министром образования и развития трудовых ресурсов, оставаясь на этом посту до апреля 2006 года.
Вновь был переизбран в парламент в апреле 2006 года. Впоследствии, 18 апреля 2006 года, был избран премьер-министром страны. Это событие вызвало широкое недовольство среди местного населения, считавшего, что правительство нового премьера попадёт под чрезмерное воздействие китайских предпринимателей, а также правительства как материковой части Китая, так и острова Тайвань. Официально Рини должен был вступить в должность 19 апреля, однако из-за начавшихся мятежей официальные мероприятия были перенесены на день, при этом предварительного извещения о новой дате сделано не было. В то же время для стабилизации ситуации в стране и содействия правительству в восстановлении контроля в рамках Региональной миссии по оказанию помощи Соломоновым Островам были отправлены дополнительные подразделения австралийской, новозеландской и фиджийской полиции.
26 апреля 2006 года, после вынесения правительству вотума недоверия, Рини был вынужден уйти в отставку, вызвав народное ликование на улицах столицы, города Хониара. 4 мая 2006 года новым премьер-министром Соломоновых Островов стал Манассе Согаваре, выигравший на выборах у заместителя Рини, Фреда Фоно.
16 мая 2006 года Фоно, выступавший лидером оппозиции, назначил Рини министром национального планирования и координации помощи. После вынесения вотума недоверия правительству Согаваре в декабре 2007 года, Рини 21 декабря 2007 года стал министром финансов и казначейства при премьер-министре Дереке Сикуа.
Умер 5 августа 2025 года в возрасте 77 лет.